# اثر چند برابری
در اقتصاد کلان اثر چند برابری یا ضریب تکاثر (انگلیسی: Multiplier) یک عامل تناسب است که میزان تغییر یک متغیر درون‌زا را در پاسخ به تغییر در برخی از متغیرهای برون‌زا اندازه می‌گیرد.
به عنوان مثال، اگر فرض شود متغیر x با k واحد تغییر می‌کند، که این باعث می‌شود متغیر y دیگر با M × k واحد تغییر کند. سپس M
اثر چند برابریاست.

## کاربردهای رایج
دو اثر چند برابری معمولاً در اقتصاد کلان مقدماتی مورد بحث قرار می‌گیرند.
بانک‌های تجاری، به‌ویژه تحت سیستم بانکداری ذخیرۀ کسری که در سراسر جهان استفاده می‌شود، پول ایجاد می‌کنند. در این سیستم هر زمان که بانک وام جدیدی بدهد پول ایجاد می‌شود. دلیل این امر این است که وام، زمانی که برداشت و خرج می‌شود، بیشتر به عنوان سپرده در سیستم بانکی به پایان می‌رسد و به عنوان بخشی از حجم پول به حساب می‌آید. پس از کنار گذاشتن بخشی از این سپرده‌ها به عنوان اندوخته بانکی تکلیفی، موجودی برای ارائهٔ وام‌های بیشتر توسط بانک موجود می‌باشد. این فرایند چندین بار ادامه می‌یابد و به آن اثر ضرب‌کننده می‌گویند.
اثر ضریب ممکن است در کشورهای مختلف متفاوت باشد، و همچنین بسته به معیارهای پولی که در نظر گرفته می‌شود، متفاوت خواهد بود. به عنوان مثال، M2 را به عنوان معیار عرضه پول ایالات متحده، و M0 را به عنوان معیاری از پایه پولی ایالات متحده در نظر بگیرید. اگر افزایش ۱ دلاری در M0 توسط فدرال رزرو باعث افزایش ۱۰ دلاری M2 شود، ضریب پول ۱۰ است.